# Melissa Sagemiller
Melissa Sagemiller (Washington, 1974. június 1. –) visszavonult amerikai színésznő. 
Ismertebb alakítása volt Gillian Hardwicke az Esküdt ellenségek: Különleges ügyosztály című sorozatban.

## Élete és pályafutása
Washington D.C.-ben született, Donna Sagemiller és John Evans gyermekeként. Anyja számvevő volt, apja pedig amerikaifutballista, aki a New York Giants és a Washington Redskins csapataiban játszott. A Georgetown Day School tanulója volt. Három éves korában kezdett táncolni. Kilenc éves korában debütált a színpadon, a Ne bántsátok a feketerigót! című regény alapján készült színdarabban. 14 éves korában modellkedni kezdett, majd a Virginiai Egyetemen tanult.
Érettségi után visszatért a színészkedéshez. Először a Movieline magazin 2001. augusztusi számában tűnt fel a neve. 2001 novemberében megjelent a Gear magazinban is. Korai éveiben tini filmekben szerepelt, majd ő volt a 2002-es Soul Survivors című thriller sztárja.
Televíziós szerepei közé tartozik Michelle Ernhardt a Raising the Bar című sorozatból, illetve Gillian Hardwicke az Esküdt ellenségek: Különleges ügyosztályból. Sagemiller Paula Pattont váltotta le. 2013-ban a Bűnös Chicago című sorozat egyik főszereplőjének választották, de végül kilépett.
Sagemiller egyike azon színésznőknek, akik szexuális zaklatással vádolták Harvey Weinsteint.
2006-ban ment hozzá Alex Nesic színészhez, akitől két gyereke született.

## Filmszerepei
- 2001: Kihevered, haver! – Allison McAllister